# Torre Espacio
Torre Espacio (spansk for Rumtårnet) er en skyskraber i Madrid, Spanien. Tårnet er 236 meter højt og dermed Spaniens 4. højeste skyskraber og har 57 etager. 
I november 2006 overgik dets struktur højden på Gran Hotel Bali, og blev dermed den højeste bygning i Spanien. Byggeriet kunne fejre rejsegilde 19. marts 2007. Med dets 236 meter blev tårnet også den højeste struktur i Spanien, og overgik dermed telekommunikationstårnet Torrespaña. Torre de Cristal, en skyskraber, der var under opførsel i nærheden af Torre Espacio, overgik i april 2007 Torre Espacios højde. 
Torre Espacio blev tegnet af den amerikanske arkitekt Henry N. Cobb. I 2009 blev tårnet hjemsted for den britiske ambassade.
40°28′44″N 03°41′12″V / 40.47889°N 3.68667°V